# José María Agüero
José María Agüero Araya (Alajuela; 25 de junio de 1947-6 de septiembre de 2023) fue un futbolista costarricense que se desempeñaba como defensa.

## Trayectoria
Era apodado "macho" y jugó toda su carrera con el club de su ciudad Alajuelense, estando en 189 partidos sin marcar goles. Fue bicampeón de la Primera División en 1970 y 1971.

## Selección nacional
Estuvo en tres juegos con la selección de Costa Rica, siendo su debut el 26 de febrero de 1970 en una victoria de 2-0 contra El Salvador, tras los goles de Roy Sáenz y Errol Daniels.

### Participaciones en clasificatorias
| Clasif.              | Sede   | Resultado | Part. | Goles |
| -------------------- | ------ | --------- | ----- | ----- |
| Clasif. Mundial 1978 | Varias | Eliminado | 1     | 0     |

## Palmarés

### Títulos nacionales
| Título           | Equipo      | País       | Año  |
| ---------------- | ----------- | ---------- | ---- |
| Primera División | Alajuelense | Costa Rica | 1970 |
| Primera División | Alajuelense | Costa Rica | 1971 |
| Torneo de Copa   | Alajuelense | Costa Rica | 1974 |
| Torneo de Copa   | Alajuelense | Costa Rica | 1977 |